# أزهى (نجم)
أزهى أو إيتا النهر Eta Eridani اسمه التقليدي Azha مشتق من العربية. وهو نجم في كوكبة النهر
وهو نجم ينتمي إلى الفئة الطيفية K0 ويملك قدر ظاهري +4.1 ويبعد 121 سنة ضوئية عن الأرض.